# Potere Operaio
Potere Operaio fue un grupo político de la izquierda extraparlamentaria italiana activo entre 1967 y 1973.

## Historia

### Orígenes
El grupo político se originó en el núcleo editorial de la revista La Classe (anteriormente parte del equipo editorial de Classe operaia). Potere Operaio se fijó el objetivo de distinguirse por un análisis teórico-político destinado a explicar la llamada "línea de masas" vinculándose con las luchas obreras para construir una organización autónoma de los partidos de izquierda de la clase obrera.
La Clase, a partir de la segunda mitad del mismo año, rebautizada como Potere Operaio, se convirtió en el órgano de la organización del mismo nombre fundada ese mismo año por Antonio Negri, Scalzone, Piperno  y de la que Negri era el teórico y estratega   . El director de la revista fue, hasta su arresto en noviembre de 1969 (con posterior apología del crimen e incitación al crimen), Francesco Tolin reemplazado por un breve período por Letizia Paolozzi y luego, hasta la disolución de Potere Operaio en junio de 1973, Emilio Vesce. Colaboraron: los veneto-emilianos Negri, Guido Bianchini (el partisano más joven de Italia  ), así como Emilio Vesce; militantes lombardos con Giairo Daghini (cuya casa en Via Sirtori de Milán será la redacción de la revista), Sergio Bolonia (profesor durante una década en la Facultad de Ciencias Políticas de Padua), Ferruccio Gambino; parte del movimiento estudiantil en Roma con Piperno, Scalzone.
En septiembre de 1969, tras la escisión en el seno del Movimiento Obrero-Estudiantil de Turín, el grupo Potere Operaio di Venezia activo en el nordeste y en Emilia Romagna desde 1967 (el " Poder Obrero Véneto-Emiliano", distinto del "Potere Operaio Veneto- Emiliano ", se fusionó con él). Potere Operaio Pisano "que en cambio estaba encabezado por Adriano Sofri de quien nacería más tarde el grupo Lotta Continua).
El grupo tuvo un periódico (semanal hasta 1971, luego quincenal por un período muy corto y luego mensual) vinculado al movimiento y con el mismo nombre, que se publicó durante algunos años. Tras la transformación en revista mensual, comenzó a publicarse un semanario denominado "Potere Operaio del Lunedi".

### Marco teórico
Potere Operaio (abreviado con el acrónimo Pot.Op.) fue el grupo más representativo de la izquierda extraparlamentaria del obrerismo, la corriente marxista encabezada en particular por Mario Tronti (uno de los fundadores de "Classe Operaia") que en los años sesenta había propuesto una lectura innovadora de El Capital en su texto más representativo de aquellos años, Operai e Capitale. Potere Operaio adoptó las tesis de Tronti sobre la lucha de clases enteramente estructurada en torno al conflicto del mundo fabril del trabajador de masas, un típico sujeto obrero del fordismo que en Italia se manifestaba plenamente sólo en la década del boom económico, superando a aquel mundo industrial caracterizado por el trabajador profesional que había sido la cuenca electoral y el sujeto social de referencia para el PCI.
El trabajador de masas, descrito por Tronti como una "raza pagana ruda sin ideales, sin fe y sin moral", era un sujeto desconectado del concepto de control de los medios de producción propio de la tradición comunista del movimiento obrero, sujeto a la explotación capitalista y a la alienación de la cadena de montaje, a menudo en el caso de los italianos emigrados y, por tanto, extranjeros y sin raíces afectivas y culturales. Este nuevo sujeto habría podido, con su conflicto intrínseco hacia la organización del trabajo capitalista, deconstruir el andamiaje inamovible de la representación sindical y el reformismo de los partidos de izquierda, llevando dentro de la fábrica (y fuera) una lucha radical y espontánea que, una vez dirigida políticamente, habría configurado el inicio de un proceso revolucionario.
Este proceso de autoorganización y "espontaneidad" de las luchas prefiguró el concepto clave de "autonomía obrera" (del que nacería más tarde la subjetividad política homónima), que junto con la fórmula del "rechazo del trabajo" constituyó el andamiaje fundamental de la acción política de Pot.Op. Sobre la base de este enfoque, las consignas más utilizadas por Potere Operaio en relación con las luchas obreras estaban precisamente vinculadas a la cuestión de los salarios y el trabajo en términos de tiempo y nocividad: "Más dinero, menos trabajo" y "trabajar menos, trabajar todo".
El centralismo de los trabajadores y el mundo de la fábrica en el contexto metropolitano en la acción política de Pot.Op. era el elemento distintivo del grupo (junto con  Lotta Continua que, aunque con diferencias, compartía este enfoque) del resto de la izquierda extraparlamentaria, orientada por un lado a los enfoques extremo-ortodoxos del marxismo-leninismo, y por otro a la influencia de los movimientos revolucionarios internacionales, desde el tercermundismo de inspiración guevarista hasta el maoísmo "campesino" y la Revolución Cultural.

## "Lavoro Illegale (Trabajo ilegal)"

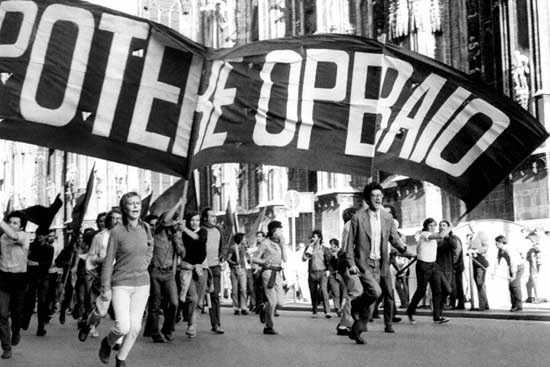
Milán: manifestación de Potere Operaio junto al Duomo

Desde 1971 (después de la conferencia de Roma en el otoño de ese año) Potere Operaio tenía una estructura llamada Lavoro Illegale (L.I.), secreta y armada, de la cual Valerio Morucci era el líder bajo la responsabilidad política de Oreste Scalzone. La estructura nació gracias al empuje de una parte del grupo que empujó hacia un aumento progresivo del nivel del choque, especialmente después de la experiencia de los enfrentamientos callejeros del caluroso otoño (en particular los de Turín en Corso Traiano) y más tarde.
La idea de que tarde o temprano habría que tener en cuenta un trabajo "armado" convenció a la alta dirección de Pot.Op. (con el decisivo placet de Toni Negri) para autorizar la creación de una estructura que se ocupara del "trabajo sucio". L.I. se interesó por todos los aspectos ilegales de las luchas, gestionó la circulación de armas, preparó la parafernalia de los servicios de seguridad para los enfrentamientos en las plazas.En el norte de Italia, en particular en la zona de Como, se estableció un vínculo entre L.I. y el GAP, sobre la base de las relaciones ya existentes entre los militantes de Pot.Op y Giangiacomo Feltrinelli. El "alistamiento" en L.I. se llevó a cabo por llamada de los miembros internos, por lo que no hubo procedimientos para la admisión voluntaria, aunque hubo muchas solicitudes de militantes para ingresar a la estructura.
En abril de 1973, algunos miembros del movimiento rechazado del reclutamiento en LI llevaron a cabo un incendio de manifestación (más para los dirigentes de la estructura ilegal del grupo que para los destinatarios del ataque) contra la casa de Mario Mattei, secretario del sección del Movimiento Social Italiano en el barrio Primavalle de Roma. A causa de las llamas que se produjeron tras el incendio en la puerta, Mattei resultó herido, pero sus dos hijos, Stefano y Virgilio, murieron en el incendio. El episodio se conoce como Incendio de Primavalle (en italiano, Rogo di Primavalle).
Tras el incidente en Pot.Op. se inició una investigación interna para averiguar si los tres adherentes que eran considerados los perpetradores en el entorno eran realmente responsables del ataque. Los tres, que luego fueron investigados formalmente por el poder judicial, profesaron su inocencia (pero Clavo admitió su culpabilidad durante un duro "interrogatorio" realizado por Valerio Morucci con armas en mano) y se convirtieron en un símbolo del movimiento extraparlamentario al ser considerados inocentes y víctimas de una represión arbitraria por parte del Estado. Pot.Op. inició así una campaña de "contrainformación" (o más bien desinformación) en la que se afirmaba que el incendio en la puerta de la casa de Mattei había sido provocado por militantes del Movimiento Social y que, por lo tanto, habría sido oportuno investigar un posible ajuste de cuentas dentro de la zona neofascista. Cuando algunos de los altos directivos de Pot.Op. Era evidente que, en realidad, los autores del ataque eran los tres sospechosos del grupo, por lo que había que hacer frente al problema de una estructura ilegal inmanejable que podía poner en peligro la propia estructura política de la organización. Este punto, representado por la mera sospecha de que podrían haber sido los tres militantes (la convicción de su inocencia aún existía en las filas del grupo), fue uno de los elementos que llevaron a la disolución de Potere Operaio ese mismo año.

### División y diáspora
En junio de 1973, a raíz de los conflictos entre Toni Negri y Franco Piperno, dos de los principales líderes, la zona de  Padua cerca de Negri se separó de la zona romana, tras la llamada "conferencia de Rosolina": en ella se decretó la disolución de Potere Operaio.
Parte de la experiencia de Potere Operaio fue recogida por la naciente Autonomia Operaia, mientras que algunos fundaron los " Collettivi politici veneti per il potere operaio". El periódico Potere Operaio, que desde 1972 se llamaba Potere Operaio del Lunedi, continuó apareciendo sin embargo hasta 1975, cuando las distintas ramas de la organización también decidieron fusionarse en el área de Autonomia Operaia.

## Dirigentes, miembros y seguidores conocidos
- El Secretario Nacional del "Potere Operaio" fue Franco Piperno .

El equipo directivo estuvo formado por:
- Sergio Bolonia
- Toni Negri
- Lanfranco Pace
- Oreste Scalzone
- Mario Dalmaviva

- Entre los miembros más importantes:

| - Ritanna Armeni - Francesco "Cecco" Bellosi - Franco "Bifo" Berardi - Michele Boldrin - Massimo Cacciari - Andrea Colombo - Adriana Faranda - Fiorella Farinelli - Alberto Magnaghi - Giambattista Marongiu - Paolo Mieli | - Valerio Morucci - Francisco "Pancho" Pardi - Gaetano Pecorella - Diana Perrone - Gianni Sbrogiò - Italo Sbrogiò - Enzo Traverso - Emilio Vesce - Paolo Virno |